# Запуст (християнство)
За́пуст (також за́пусти, за́говини, пýщення) — останній день перед кожним із чотирьох довготривалих постів — Великого, «Пилипівки», «Петрівки» і «Спасівки».
У ці дні в кожній хаті готували багато смачних страв, проводили вечорниці, які називалися Великими.